# كارل شنايدر
كارل شنايدر (بالألمانية: Carl Schneider)  (و. 1870 – 1943 م) هو عالم عقيدة، وكاتب، من ألمانيا، توفي في هامبورغ، عن عمر يناهز 73 عاماً.